# Čaščenje Treh kraljev v Città della Pieve
Poklon Treh kraljev iz Città della Pieve je freska (650 x 700 cm) Pietra Perugina, ki je bila narejena do leta 1504 in je ohranjena v oratoriju Santa Maria dei Bianchi v Città della Pieve.

## Zgodovina in opis
Dela so bila izvedena po že utrjenih shemah z odlično arhitekturo, v tem primeru koča, ki uokvirja glavne figure, ki delujejo kot povezava z ozadjem, sladko pokrajino poševnih gričev, posejanih z listnatimi drevesi. Ključna točka kompozicije sta Madona in otrok, ki ji Trije kralji na obeh straneh darujejo darila, obkroženi z množico eksotične povorke svojih spremljevalcev. Na desni strani vidimo svetega Jožefa in za volom, oslom in nekaj pastirji. Zgoraj leti angel, ki nosi napoved kometa.
Delo pogosto primerjajo s Čaščenje otroka v sprejemni sobi Collegio del Cambio v Perugii, delo Perugina in pomočnikov, kjer je večja plastična trdnost, ki jo nekateri pripisujejo roki mladega Rafaela. V Poklonu v Città della Pieve pa so figure manj solidne, slika pa bolj nežna in mehka.